# Colin Baker

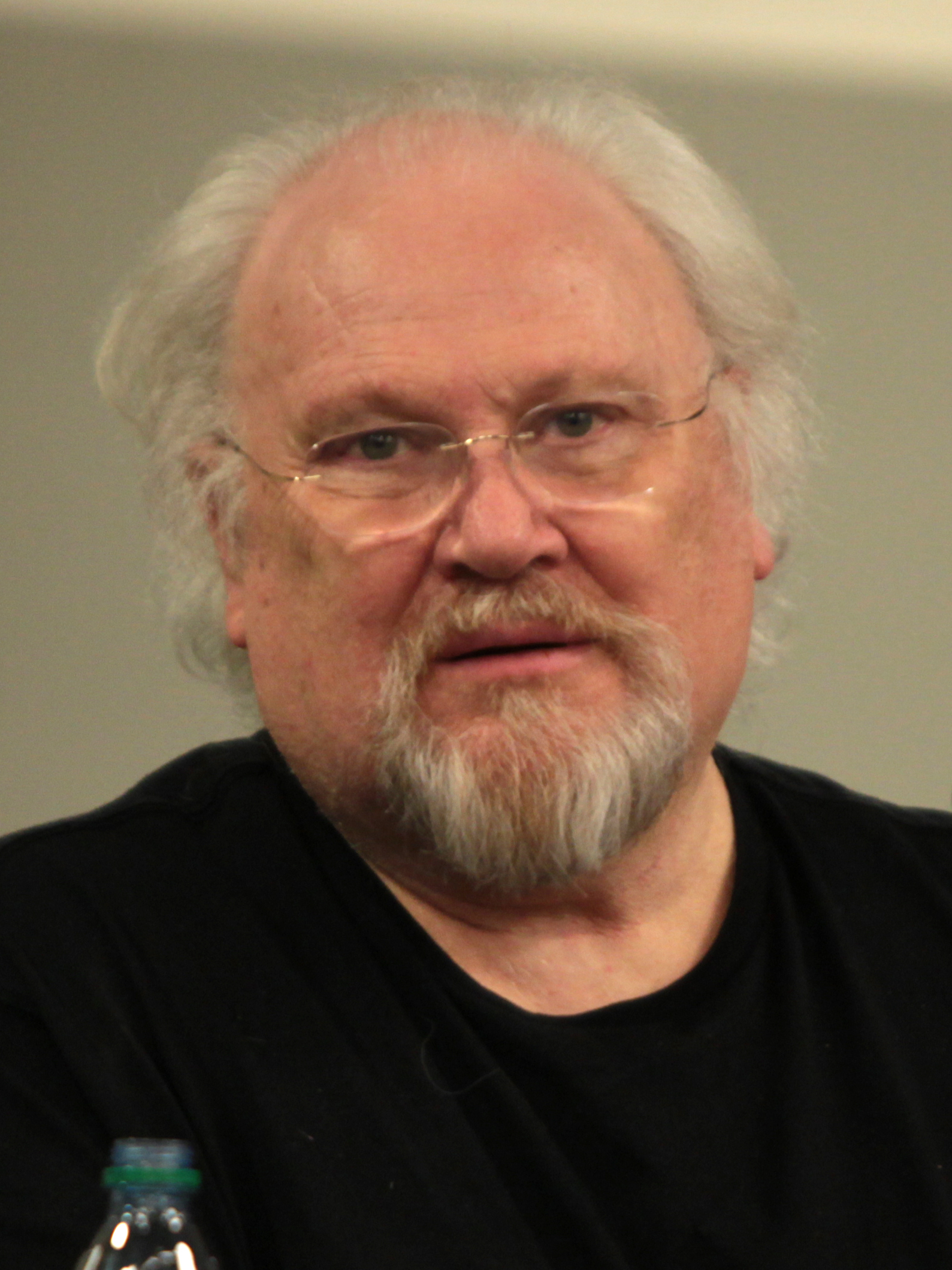
Colin Baker (2014)

Colin Baker (* 8. Juni 1943 in London) ist ein englischer Schauspieler. Seine bekannteste Rolle ist der sechste Doktor in Doctor Who von 1984 bis 1986.

## Leben
Colin Baker wurde geboren in London, doch seine Familie zog bald nach Rochdale. Er ging zur Schule im St Bede’s College in Manchester und studierte, um Anwalt zu werden. Mit 23 änderte er seinen Beruf und schrieb sich ein bei der London Academy of Music and Dramatic Art (LAMDA). Colin heiratete die Schauspielerin Liza Goddard.
1983 starb sein Sohn Jack. Baker begann den Kampf gegen den Plötzlichen Kindstod durch Sammeln von Spenden für die Foundation for the Study of Infant Deaths und war deren Präsident von 1997 bis 2005.
Baker ist derzeit verheiratet mit der Schauspielerin Marion Wyatt und lebt in Buckinghamshire mit vier Töchtern und vielen Tieren.

## Beruf

### Vor Doctor Who
1972 spielte Colin Baker den Anatole Kuragin in der BBC-Serie Krieg und Frieden. Am bekanntesten war er in den 1970ern als böser Paul Merroney in The Brothers. In der letzten Episode von Fall of Eagles stellte Baker den deutschen Kronprinzen Wilhelm dar.

### Doctor Who(1984–1986)
Bakers erster Auftritt in Doctor Who war der Timelord-Commander Maxil in der Folge Arc of Infinity, wo er den fünften Doktor, gespielt von Peter Davison, niederschoss. Baker war bis dahin der einzige Doktor-Darsteller, der zuvor schon in der Serie mitgespielt hatte. Colin Baker ist nicht verwandt mit Tom Baker, dem vierten Doktor. Baker erschien als Doktor erstmals am Ende von The Caves of Androzani. Seine erste ganze Folge war The Twin Dilemma. Outfit-Merkmal war seine extrem buntscheckige Kleidung.
Während Baker den Doktor darstellte, gab es eine Serienpause von 18 Monaten. Der damalige Controller von BBC One, Michael Grade, kritisierte Doctor Who als zu gewalttätig und trivial: Im Gegensatz zu seinen Vorgängern war der sechste Doktor nicht nur positiv, sondern hatte auch Wutanfälle, griff Feinde mit physischer Gewalt an und war extrem überheblich und eingebildet. Die letzte Folge mit dem sechsten Doktor war The Trial of a Time Lord. Nach dieser war die Zeit des sechsten Doktors nach nur elf Geschichten wieder zu Ende.

### NachDoctor Who
Nach Doctor Who trat er meist im Theater auf. 2012 nahm er an der zwölften Staffel der britischen Fernsehshow I’m a Celebrity…Get Me Out of Here! teil.

## Filmografie (Auswahl)
- 1956: My Wife’s Sister (Fernsehserie, 1 Folge)
- 1970: No, That’s Me Over Her (Fernsehserie, 2 Folgen)
- 1970: Roads to Freedom (Fernsehserie, 13 Folgen)
- 1971: Cousin Bette (Fernsehserie, 5 Folgen)
- 1972: Krieg und Frieden (Fernsehserie, 4 Folgen)
- 1973: Harriet’s Back in Town (Fernsehserie, 2 Folgen)
- 1974: Sturz der Adler (Fernsehserie, 2 Folgen)
- 1974–1976: The Brothers (Fernsehserie, 46 Folgen)
- 1984–1986, 2022: Doctor Who (Fernsehserie, 36 Folgen)
- 1992–2014: The Stranger (Filmreihe, 6 Filme)
- 1993: Doctor Who: Dimensions in Time
- 1993: The Airzone Solution
- 1994: P.R.O.B.E. (Filmreihe, The Zero Imperative)
- 1997: Fünf Freunde (Fernsehserie, 2 Folgen)
- 1997: The Knock (Fernsehserie, 4 Folgen)
- 1999: Die Harfenspielerin
- 1999: Soul’s Ark
- 2000: TravelWise
- 2000: The Asylum
- 2002: Doctor Who: Real Time (Miniserie, 6 Folgen)
- 2005: Die drei Musketiere
- 2013: The Five(ish) Doctors Reboot
- 2015: A Dozen Summers
- 2015: A Christmas Carol